# セカンド・ウインド
『セカンド・ウインド』（2nd Wind）は、アメリカ合衆国のミュージシャン、トッド・ラングレンが1991年に発表したアルバム。ライブ・アルバムとは銘打たれていないが、実際には観客を前にしたライブ・レコーディングによる作品で、12人編成のバンドによる演奏が収録されている。

## 解説
ラングレン自身は本作について「オペラだとかシンフォニーだとか、新しい領域を切り開いていきたい」と語っている。「スメル・オブ・マネー」「イフ・アイ・ハフ・トゥ・ビー・アロン」「ラヴ・イン・ディスガイズ」の3曲は、元々はミュージカル『Up Against It』のために作られた曲で、ミュージカルは1989年11月14日から12月17日にかけてオフ・ブロードウェイで上演された。本作のためのライブ・レコーディングには、ジャーニー（当時は解散していた）のロス・ヴァロリーが参加している。
ラングレンは本作を最後にワーナー・ブラザース・レコードとの契約を失った。

## 収録曲
全曲ともトッド・ラングレン作。
1. チェンジ・マイセルフ - "Change Myself" – 5:22
2. ラヴ・サイエンス - "Love Science" – 5:24
3. フーズ・ソーリー・ナウ - "Who's Sorry Now" – 6:17
4. スメル・オブ・マネー - "The Smell of Money" – 4:06
5. イフ・アイ・ハフ・トゥ・ビー・アロン - "If I Have to Be Alone" – 3:53
6. ラヴ・イン・ディスガイズ - "Love in Disguise" – 4:04
7. カインドネス - "Kindness" – 5:31
8. パブリック・サーヴァント - "Public Servant" – 5:40
9. ガイアの瞳 - ""Gaya's Eyes" – 6:14
10. セカンド・ウインド - "Second Wind" – 7:30

## 参加ミュージシャン
- トッド・ラングレン - ボーカル、ギター
- ライル・ワークマン - ギター、バッキング・ボーカル
- スコット・マシューズ - パーカッション、ギター、サンプル、バッキング・ボーカル
- ロジャー・パウエル - キーボード、バッキング・ボーカル
- ヴィンス・ウェルニック - キーボード、バッキング・ボーカル
- ロス・ヴァロリー - ベース
- プレイリー・プリンス - ドラムス
- マックス・ハスケット - 金管楽器、バッキング・ボーカル
- ボビー・ストリックランド - 木管楽器、バッキング・ボーカル
- シャンディ・シナモン - バッキング・ボーカル
- ミシェル・グレイ - バッキング・ボーカル
- ジェニ・マルダー - バッキング・ボーカル